# Lucas Cueto
Lucas Cueto (Köln, 1996. március 24. –) német labdarúgó, aki jelenleg az SC Preußen játékosa.

## Statisztika
2017. január 6 szerint.
| Klub       | Szezon   | Bajnokság | Bajnokság | Kupa  | Kupa | Nemzetközi | Nemzetközi | Összesen | Összesen |
| Klub       | Szezon   | Mérk.     | Gól       | Mérk. | Gól  | Mérk.      | Gól        | Mérk.    | Gól      |
| ---------- | -------- | --------- | --------- | ----- | ---- | ---------- | ---------- | -------- | -------- |
| Köln II    | 2014–15  | 24        | 6         | 0     | 0    | -          | -          | 24       | 6        |
| Köln II    | 2015–16  | 18        | 5         | 0     | 0    | -          | -          | 18       | 5        |
| Köln II    | Összesen | 42        | 11        | 0     | 0    | 0          | 0          | 42       | 11       |
| Köln       | 2014–15  | 0         | 0         | 0     | 0    | 0          | 0          | 0        | 0        |
| Köln       | Összesen | 0         | 0         | 0     | 0    | 0          | 0          | 0        | 0        |
| St. Gallen | 2015–16  | 8         | 0         | 0     | 0    | 0          | 0          | 8        | 0        |
| St. Gallen | 2016–17  | 6         | 0         | 0     | 0    | 0          | 0          | 6        | 0        |
| St. Gallen | Összesen | 14        | 0         | 0     | 0    | 0          | 0          | 14       | 0        |
| Összesen   | Összesen | 56        | 11        | 0     | 0    | 0          | 0          | 56       | 11       |